# Festas de São Pedro da Raimonda
As Festas de São Pedro têm palco na Freguesia de Raimonda, no concelho de Paços de Ferreira, no distrito do Porto em Portugal. Como o nome indica estas festas são em nome do Padroeiro São Pedro, sendo que o seu dia consagrado é a 29 de junho e as festas decorrem, sempre, no fim de semana que lhe segue, ocupando a sexta-feira, o sábado e o domingo.
Esta festa é uma festa religiosa mas ao longo dos tempos acrescentaram-lhe o cariz popular.

## Festa
Antigamente, a organização da festa ficava a cargo da população voluntária. Contudo, estes foram desaparecendo e, para que a festa continuasse a ser realizada, a organização passou a ser entregue às pessoas que no ano da presente festa comemorassem os seus 50 anos (dessas pessoas participam aqueles que querem).
O programa destas festas é gerido com dinheiro angariado junto da população, ao longo do ano, com a “tasca” da festa e com patrocínios de empresas e entidades.
Aquilo que nesta festa é o mais tradicional e nunca tem faltado é a procissão (que passa ao domingo à tarde), o fogo-de-artifício (que é deitado nos três dias, mas vai melhorando ao longo da festa) e, mais recentemente, as marchas populares (marcadas para o sábado à noite) onde desfilam grupos de bombos, ranchos folclóricos, equipas de futebol …